# Michel Plancherel
Michel Plancherel   (Bussy, 16 de gener de 1885 - Zúric, 4 de març de 1967) va ser un matemàtic suís.

## Vida i Obra
Tot i haver nascut en un petit poble al costat del llac de Neuchâtel, el 1892 la família Plancherel es va traslladar a la ciutat de Friburg, en la qual el seu pare era director d'una impremta i professor de secundària simultàniament. Plancherel va fer els estudis secundaris al Collège Saint-Michel, on el seu pare era professor. A continuació va estudiar matemàtiques a la universitat de Friburg en la qual es va doctorar el 1907 sota la direcció de Matyáš Lerch.
Els anys següents, amb una beca del cantó de Friburg, va ampliar estudis a la universitat de Göttingen i al Collège de France i la Sorbona de París. En retornar al seu país el 1910, va ser nomenat professor de la universitat de Ginebra. El 1913 va passar a la universitat de Friburg i, finalment, el 1920 va passar a ser professor del Politècnic de Zuric, institució en la que va romandre fins a la seva retirada el 1955 i de la que va ser degà de matemàtiques i física (1928-1931) i rector (1931-1935). El bienni 1918-1919 va ser presidenta de la Societat Matemàtica Suïssa.
Plancherel és recordat pels seus treballs sobre les sèries de Fourier i sobre les equacions diferencials parcials. De particular importància son el teorema que porta el seu nom (1910) sobre la transformada de Fourier i la mesura de Plancherel que ha tingut aplicacions posteriors en la probabilitat combinatòria.
També tenia el grau de coronel de l'exèrcit suís i, en aquesta condició, va ser cridat a l'Estat Major durant la Segona Guerra Mundial per a fer-se càrrec de la divisió Premsa i Ràdio, en la qual va mantenir un equilibri exquisit entre llibertat de premsa i salvaguarda de la neutralitat.